# Campeón sin corona
Campeón sin corona es una película de melodrama mexicana de 1946 escrita y dirigida por Alejandro Galindo y protagonizada por David Silva, Amanda del Llano y Carlos Lopez Moctezuma. Esta película está basada en la biografía del boxeador Rodolfo Casanova, cuyo auge inicial y estrepitosa caída representan el mito del pelado mexicano en su lucha por superarse y vencer.

## Sinopsis
El vendedor de nieves de La Lagunilla, Roberto "El Kid" Terranova (David Silva), provoca una batalla campal en una arena de boxeo donde es participante y después huye debido al creciente conflicto entre el público y llega a su casa; su madre lo reconviene en hacer las cosas correctamente y no buscar peleas y él promete no volver a pelear y regresa a su vida tranquila de nevero acompañado de su íntimo amigo "El Chupa" (Fernando Soto "Mantequilla") y su novia Lupita (Amanda del Llano). Sin embargo, en un pleito callejero donde un hombre maltrataba a un niño y Roberto sale a defenderlo, el Kid llama la atención de un manager de boxeo, el tío Rosas (Carlos Lopez Moctezuma), que decide convertirlo en un gran boxeador.
Roberto, con entrenamiento adecuado, noquea al quinto peso ligero del mundo, Zubieta, a quien había conocido en unos caballitos de feria días antes y con quien tuvo una ligera provocación. Ante otro boxeador, Ronda, que habla en inglés, Roberto se acompleja y es noqueado al mirar en plena pelea a la novia estadounidense de su oponente. Roberto se quiere retirar pero Lupita lo disuade. Susana, joven de sociedad, seduce a Roberto después de verlo noquear a un filipino. Roberto va de mala gana a una gira en Estados Unidos conseguida por Rosas mientras Susana, cansada de él, se va a Acapulco.
Al volver Roberto triunfante a México, Susana ya no quiere nada con él. Roberto provoca una pelea en casa de ella y acaba en la cárcel, donde Rosas tiene interés en mantenerlo hasta su nuevo encuentro con Ronda. Al caer en plena pelea con Ronda, Roberto se entera de que su contrincante mantiene una relación con Susana; eso lo hace reponerse y noquearlo. Roberto se da al alcohol y cae en lo más bajo. En una cantina oye la transmisión del encuentro en que Zubieta gana el campeonato mundial y se siente avergonzado. Doña Graciela su madre, y Lupita encuentran a Roberto y lo convencen de que vuelva a su antigua vida de nevero.

## Recepción
Este melodrama se estrenó con retardo y no obtuvo al principio mayor éxito del público pero la crítica no tardó en advertir su importancia: era  probablemente la mejor película de ambiente urbano y de barrio hecha hasta el momento por el cine mexicano.

## Reconocimientos
- Premios Ariel adjudicados:[3]
  - 1947 Ariel de Plata por Mejor Actuación Masculina para David Silva.
  - 1947 "Ariel de Plata" por Mejor Coactuación Masculina para Fernando Soto
  - 1947 "Ariel de Plata" por Mejor Argumento Original para Alejandro Galindo